# 酪農王国オラッチェ
酪農王国オラッチェ（らくのうおうこくオラッチェ）は、静岡県田方郡函南町丹那に存在するテーマパークである。

## 概要
丹那牛乳処理工場に隣接しており、主に丹那地域で生産された乳製品の販売及び、ソフトクリームづくりなどの体験が行われ、動物園、公園などなどが設置されている。

## 主な施設
- ティールーム花の温室[4]
- ふれあい動物牧場
- ラビット・スクエア
- 遊具[3]
- ドッグラン
- ガーデンカフェ[5]
- とうもろこし畑の巨大迷路[6]
- 地ビール工房
- チーズ・バター・アイスクリーム工房[7]